# Fascia principale

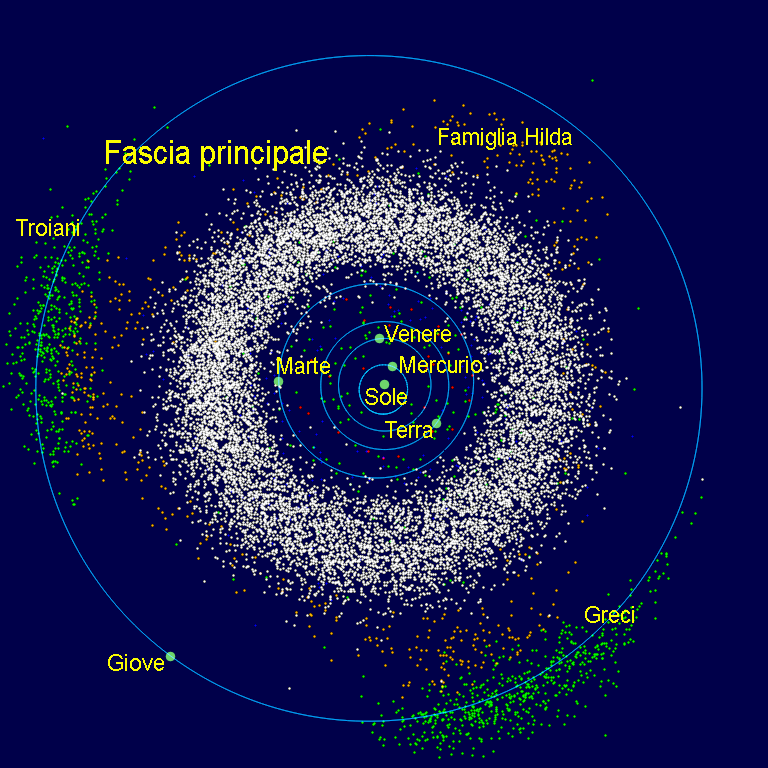
Gli asteroidi della fascia principale (in bianco), tra le orbite di Marte e Giove.

La fascia principale (nota anche soprattutto in passato come fascia principale degli asteroidi o fascia degli asteroidi) è la regione del sistema solare situata tra le orbite di Marte e di Giove. È occupata da numerosi corpi di forma più o meno irregolare chiamati asteroidi o corpi minori, oltre al pianeta nano Cerere.
Circa metà della massa della fascia è contenuta nei quattro corpi più grandi: Cerere, Vesta, Pallade, e Igea. Gli ultimi tre hanno diametri medi di oltre 400 km, mentre Cerere, l’unico pianeta nano della fascia, ha un diametro medio di circa 950 km. I restanti corpi hanno dimensioni più ridotte, fino a quelle di un granello di polvere. Il materiale asteroidale è distribuito in modo estremamente diradato; numerosi veicoli spaziali senza equipaggio l’hanno attraversata senza incidenti.

## Caratteristiche
Tra gli asteroidi più grandi possono verificarsi collisioni che possono formare una famiglia di asteroidi i cui membri hanno caratteristiche orbitali e composizioni simili. Un tempo si riteneva che fossero le collisioni tra gli asteroidi a produrre quella polvere fine che contribuisce maggiormente a formare la luce zodiacale. Nesvorny e Jenniskens in uno studio pubblicato su The Astrophysical Journal, però, hanno attribuito l'85% della polvere della luce zodiacale a frammentazioni di comete della famiglia di Giove piuttosto che a collisioni tra asteroidi. I singoli asteroidi della fascia sono classificati in base al loro spettro. La maggior parte rientra in tre gruppi fondamentali: a base di carbonio (tipo C), a base di silicati (tipo S), a base di metalli (tipo M).
Secondo la teoria di Viktor Safronov della cosiddetta ipotesi planetesimale, la fascia degli asteroidi si è formata dalla nebulosa solare primordiale come aggregazione di planetesimi, che a loro volta hanno formato i protopianeti. Tra Marte e Giove, tuttavia, le perturbazioni gravitazionali causate da Giove avevano dotato i protopianeti di troppa energia orbitale perché potessero accrescersi in pianeti. Le collisioni diventarono troppo violente, così, invece di aggregarsi, i planetesimi e la maggior parte dei protopianeti si frantumarono. Di conseguenza, il 99,9% della massa iniziale della fascia degli asteroidi andò persa nei primi 100 milioni di anni di vita del sistema solare. Alla fine, alcuni frammenti si fecero strada verso il sistema solare interno, causando impatti meteoritici con i pianeti interni. Le orbite degli asteroidi continuano ad essere sensibilmente perturbate ogni volta che il loro periodo di rivoluzione attorno al Sole entra in risonanza orbitale con Giove. Alle distanze orbitali a cui si trovano, quando essi vengono spinti in altre orbite, si forma una lacuna di Kirkwood.
In altre regioni del sistema solare esistono altri corpi minori, tra cui: i centauri, gli oggetti della fascia di Kuiper e del disco diffuso, le comete della nube di Oort.

## Storia delle osservazioni

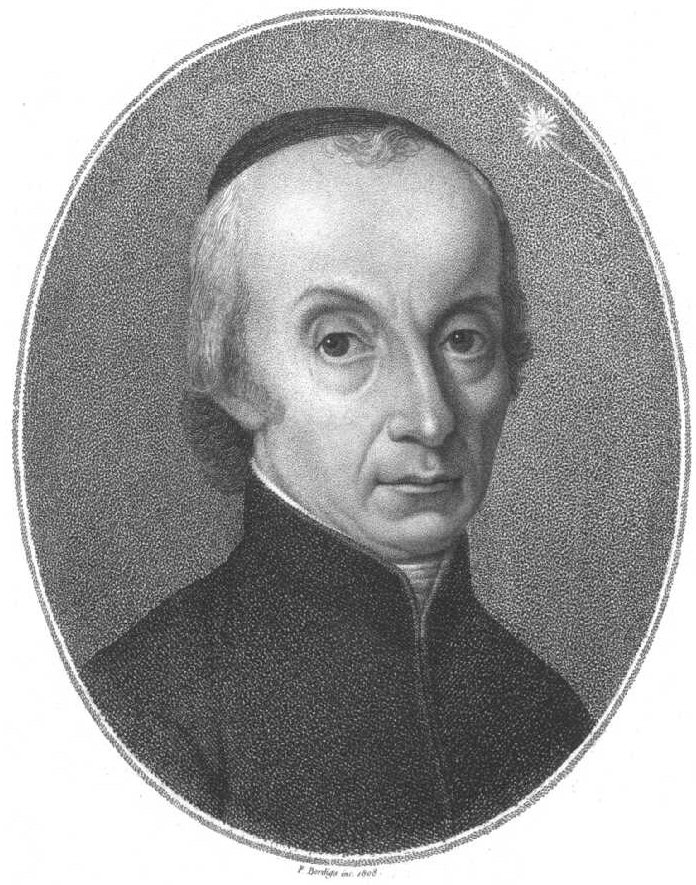
Giuseppe Piazzi, lo scopritore di Cerere, l'oggetto più grande della fascia di asteroidi. Per diversi decenni dopo la sua scoperta, Cerere è stato considerato un pianeta, dopo di che è stato riclassificato come l'asteroide numero 1. Nel 2006 è stato riclassificato come pianeta nano.

In una nota anonima alla sua traduzione di Contemplazione de la Nature di Charles Bonnet nel 1766, l'astronomo Johann Daniel Titius di Wittenberg aveva notato un apparente schema nella disposizione dei pianeti. Iniziando una sequenza numerica da 0, poi 3, 6, 12, 24, 48..., raddoppiando ogni volta, sommando quattro a ciascun numero e dividendo per 10, si ottenevano con buona approssimazione i raggi delle orbite dei pianeti allora conosciuti, misurati in unità astronomiche. Questo modello, oggi conosciuto come legge di Titius-Bode, prediceva il semiasse maggiore dei sei pianeti dell'epoca (Mercurio, Venere, Terra, Marte, Giove e Saturno) con l'inserimento di un "vuoto" tra le orbite di Marte e Giove. Nella sua nota, Titius si chiedeva: avrebbe mai il Signore Architetto lasciato quello spazio vuoto? Di certo no. Nel 1768, l'astronomo Johann Elert Bode accennò alle relazioni di Titius nel suo Anleitung zur Kenntniss des gestirnten Himmels (Istruzioni per la conoscenza del cielo stellato), senza accreditare Titius se non nelle edizioni successive. Divenne nota come "legge di Bode". Quando William Herschel scoprì Urano nel 1781, l'orbita del pianeta si adattava quasi perfettamente alla legge, portando gli astronomi a concludere che ci doveva essere un pianeta tra le orbite di Marte e Giove.
Nel 1800 l'astronomo barone Franz Xaver von Zach radunò in un club 24 suoi compagni, la Vereinigte Astronomische Gesellschaft ("Società Astronomica Unita"), che egli informalmente chiamò la "Società Lilienthal" per le sue riunioni a Lilienthal, una cittadina nei pressi di Brema. Determinato a portare ordine nel sistema solare, il gruppo divenne noto come "Himmelspolizei", Polizia Celeste. Vi figuravano importanti membri come Herschel, l'astronomo reale britannico Nevil Maskelyne, Charles Messier, e Heinrich Olbers. La Società assegnò a ciascun astronomo una regione di 15° dello zodiaco per cercare il pianeta mancante.
Solo pochi mesi dopo, qualcuno confermò le loro aspettative. Il 1º gennaio 1801, Giuseppe Piazzi, professore di Astronomia all'Università di Palermo, scoprì un minuscolo oggetto in movimento in un'orbita con raggio previsto dalla legge di Titius-Bode. Egli lo chiamò Cerere, in onore della dea romana del raccolto e patrona della Sicilia. Inizialmente Piazzi credeva che fosse una cometa, ma la mancanza della chioma stava ad indicare che era un pianeta. Quindici mesi dopo, Heinrich Wilhelm Olbers scoprì un secondo oggetto nella stessa regione, Pallade. A differenza degli altri pianeti, questi oggetti avevano una luce puntiforme e, anche con il massimo ingrandimento al telescopio, non mostravano un disco. A parte il loro rapido movimento, apparivano indistinguibili dalle stelle. Di conseguenza, nel 1802 William Herschel propose che venissero classificati in una categoria a parte, chiamata asteroidi, dal greco ἀστεροειδής (asteroeidés), che significa "simile a una stella". Al termine di una serie di osservazioni di Cerere e Pallade, egli concluse:
()
Nonostante il termine coniato da Herschel, per diversi decenni rimase pratica comune riferirsi a questi oggetti come a dei pianeti. Entro il 1807, un'ulteriore indagine rivelò due nuovi oggetti nella regione: Giunone e Vesta. L'incendio di Lilienthal durante le guerre napoleoniche pose termine a questo primo periodo di scoperte, e solo nel 1845 alcuni astronomi scoprirono un altro oggetto, Astrea. Poco dopo nuovi oggetti vennero trovati ad un ritmo accelerato, e annoverarli tra i pianeti divenne sempre più macchinoso. Alla fine, furono eliminati dalla lista dei pianeti, come suggerito da Alexander von Humboldt nei primi anni 1850, e la nomenclatura scelta da William Herschel, "asteroidi", a poco a poco entrò nell'uso comune.
La scoperta di Nettuno nel 1846 portò al discredito della legge Titius-Bode agli occhi degli scienziati, in quanto la sua orbita non era in alcun punto vicino alle posizioni previste. Non ci sono spiegazioni scientifiche per la legge e la comunità degli astronomi la considera soltanto una coincidenza.

## Origini

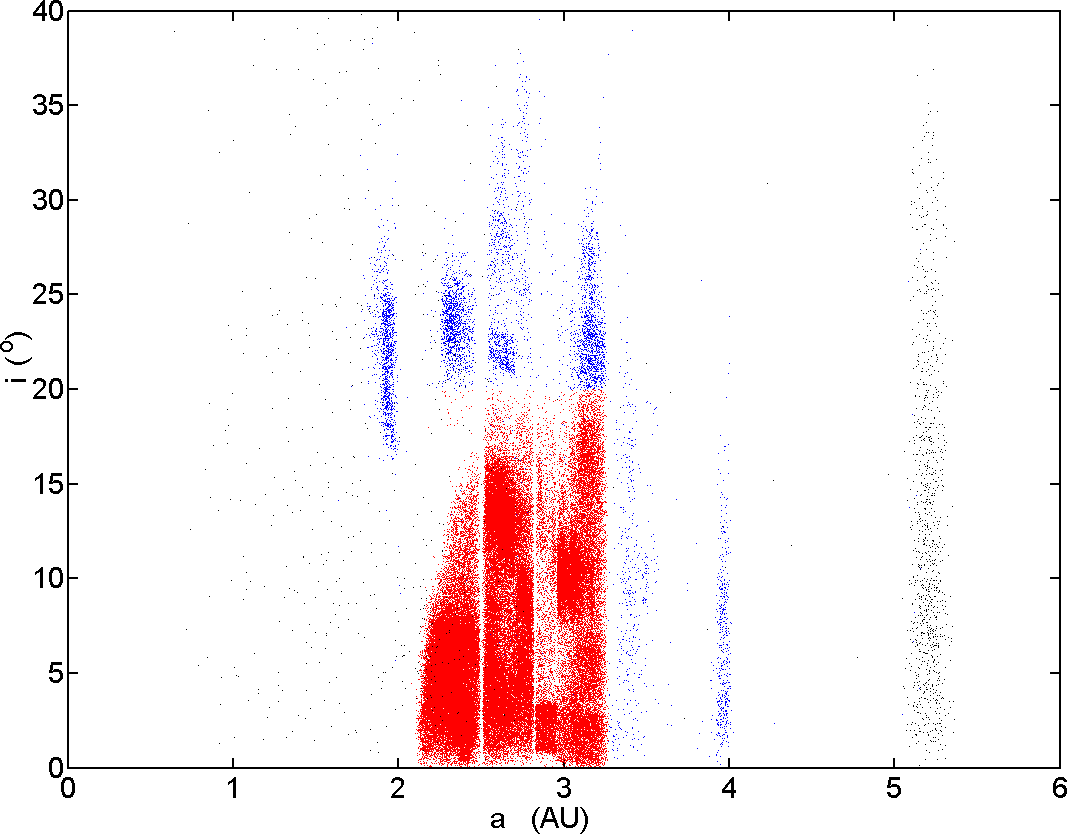
Distribuzione dell'inclinazione orbitale degli asteroidi della fascia principale

### Formazione
Nel 1802, un paio di mesi dopo aver scoperto Pallade, Heinrich Olbers propose a William Herschel l'ipotesi che Cerere e Pallade fossero dei frammenti di un pianeta molto più grande che aveva subito un'esplosione interna o un impatto con una cometa molti milioni di anni prima. Con il passare del tempo, però, questa ipotesi perse credito. L'enorme quantità di energia necessaria per distruggere un pianeta, oltre alla modesta massa globale della fascia, circa il 4% di quella della Luna, non avvalorano l'ipotesi. Inoltre, le differenze chimiche significative tra gli asteroidi sarebbero difficili da spiegare se provenissero dallo stesso pianeta. Oggi, la maggior parte degli scienziati accetta l'idea che, più che frammenti di un pianeta progenitore, gli asteroidi non abbiano mai formato un pianeta.
In generale si ritiene che nel sistema solare la formazione dei pianeti sia avvenuta attraverso un processo simile a quello dell'ipotesi nebulare: una nube di polvere e gas interstellari che collassa sotto l'influenza della gravità per formare un disco rotante di materiale che poi si condensa ulteriormente per formare il Sole e i pianeti. Durante i primi milioni di anni del sistema solare, un processo di accrescimento causò l'aggregazione di piccole particelle, che gradualmente aumentavano di dimensioni. Una volta raggiunta una massa sufficiente, il materiale aggregato poteva attirare altri corpi per attrazione gravitazionale diventando planetesimi. Questo accrescimento gravitazionale portò alla formazione dei pianeti rocciosi e dei giganti gassosi.
All'interno della regione che sarebbe poi diventata la fascia degli asteroidi, i planetesimi erano perturbati troppo intensamente dalla gravità di Giove perché potessero formare un pianeta. Continuarono invece a orbitare intorno al Sole, urtandosi di tanto in tanto. In regioni dove la velocità media delle collisioni era troppo elevata, la frantumazione dei planetesimi tendeva a dominare sull'accrescimento, impedendo la formazione di corpi di dimensioni planetarie. Risonanze orbitali si verificavano quando il periodo orbitale di un oggetto della fascia formava una frazione intera con il periodo orbitale di Giove, perturbando l'oggetto in un'orbita diversa; nella regione compresa tra le orbite di Marte e Giove ci sono molte di queste risonanze orbitali. Con la migrazione di Giove verso l'interno del sistema solare, queste risonanze avrebbero spazzato la fascia degli asteroidi, eccitando la popolazione dei planetesimi e facendone aumentare le velocità relative.
Durante le prime fasi del sistema solare gli asteroidi fondevano in una certa misura, permettendo agli elementi al loro interno di essere parzialmente o completamente differenziati per massa. Alcuni dei corpi progenitori potevano anche avere subito periodi di vulcanismo esplosivo con formazione di oceani di magma. Tuttavia, a causa delle dimensioni relativamente ridotte dei corpi, il periodo di fusione era stato necessariamente breve (rispetto ai pianeti molto più grandi), ed era avvenuto nelle prime decine di milioni di anni della formazione del sistema solare. Uno studio (agosto 2007) sui cristalli di zircone di un meteorite antartico, che si ritiene originato da Vesta, fa pensare che quest'ultima, e per estensione il resto della fascia degli asteroidi, si era formata piuttosto rapidamente, nel giro di dieci milioni di anni dall'origine del sistema solare.

### Evoluzione
Gli asteroidi non sono campioni del sistema solare primordiale. Essi hanno subito una notevole evoluzione dal momento della loro formazione, tra cui il riscaldamento interno (nelle prime decine di milioni di anni), la fusione della superficie da impatti, l'erosione spaziale da radiazioni, e il bombardamento di micro meteoriti. Anche se alcuni scienziati si riferiscono agli asteroidi come a residui di planetesimi, altri li considerano distinti.
Si ritiene che la massa attuale degli asteroidi della fascia sia solo una piccola parte della massa di quella primordiale. Simulazioni al computer indicano che la fascia originale poteva essere costituita da una massa equivalente a quella della Terra. Soprattutto a causa delle perturbazioni gravitazionali, la maggior parte del materiale è stato espulso dalla fascia nel giro di un milione di anni circa dalla sua formazione, lasciandosi dietro meno dello 0,1% della massa originaria. Fin dalla loro formazione, le dimensioni degli asteroidi sono rimaste relativamente stabili: non ci sono stati incrementi o decrementi significativi nelle dimensioni tipiche degli asteroidi della fascia principale.
La risonanza orbitale 4:1 con Giove, ad un raggio di 2,06 au, può essere considerata il limite interno della fascia di asteroidi. Le perturbazioni di Giove spingono laggiù i corpi, a vagare in orbite instabili. La maggior parte dei corpi formati all'interno del raggio di questo divario sono stati spazzati da Marte (che ha un afelio a 1,67 au) o allontanati dalle sue perturbazioni gravitazionali ai primordi del sistema solare. Gli asteroidi del gruppo di Hungaria si trovano più vicino al Sole rispetto ai corpi in risonanza 4:1, ma sono protetti avendo orbite con elevata inclinazione.
Quando la fascia di asteroidi si formò, a una distanza di 2,7 au dal Sole, si trovava all'interno della frost line, la linea oltre la quale le temperature sono al di sotto del punto di congelamento dell'acqua. Planetesimi formati al di là di questo raggio furono in grado di accumulare ghiaccio.
Nel 2006 venne annunciato che era stata scoperta una popolazione di comete all'interno della fascia di asteroidi, al di là della frost line; tali comete potrebbero avere costituito una fonte d'acqua per gli oceani della Terra. Secondo alcune ipotesi, non c'era sufficiente degassamento d'acqua durante il periodo di nascita della Terra perché gli oceani si potessero formare, evento che avrebbe richiesto una sorgente esterna come un bombardamento cometario.

## Caratteristiche

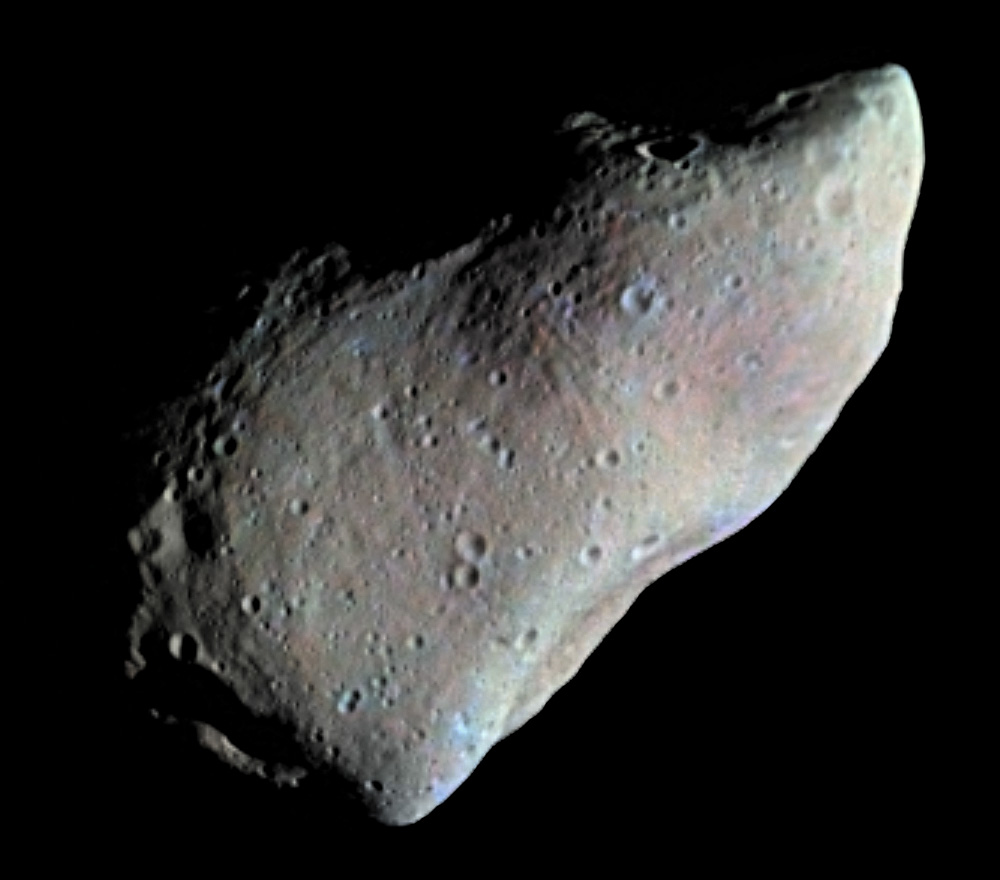
Gaspra, il primo asteroide ripreso da una sonda spaziale, Galileo, nel corso del flyby del 1991; i colori non sono reali.

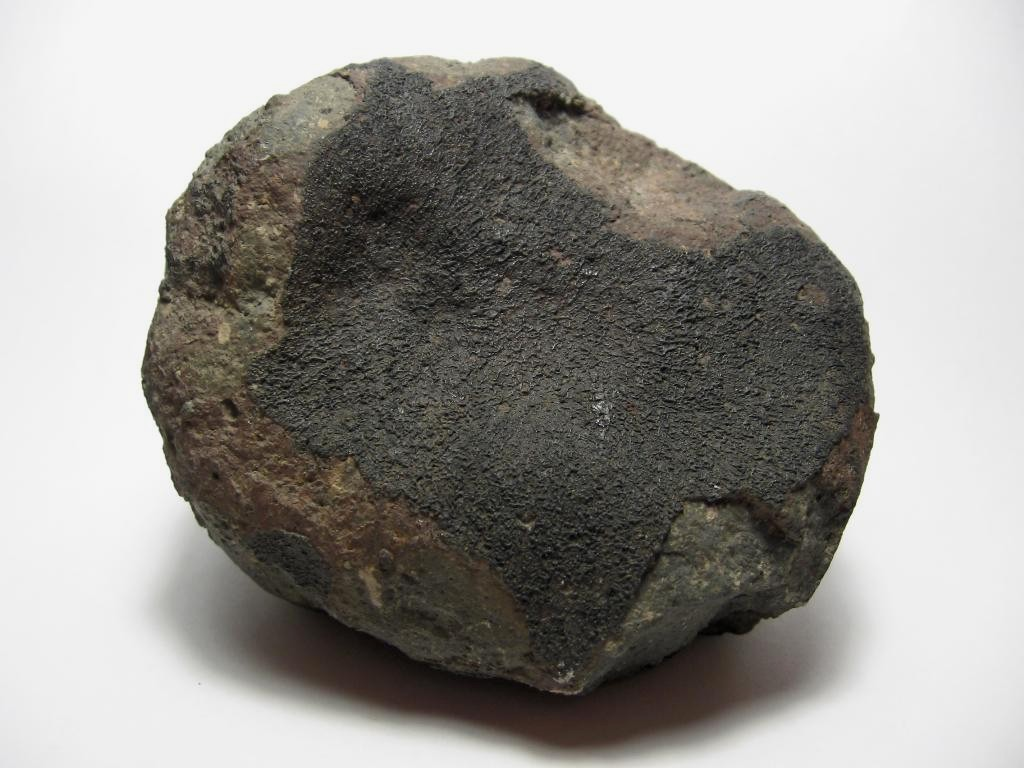
Frammento del meteorite Allende, una condrite carboniosa caduta in Messico nel 1969

Contrariamente all'immaginario popolare, la fascia degli asteroidi è perlopiù vuota. Gli asteroidi sono distribuiti in un volume così grande che sarebbe poco probabile raggiungerne uno senza un accurato puntamento. Tuttavia, attualmente si conoscono centinaia di migliaia di asteroidi e il numero totale, a seconda del taglio inferiore delle dimensioni, può raggiungere i milioni. Oltre 200 asteroidi hanno un diametro maggiore di 100 km, e un'indagine realizzata tramite lunghezze d'onda infrarosse ha dimostrato che la fascia degli asteroidi ne ha 700.000-1.700.000 con un diametro di 1 km o più. La magnitudine apparente della maggior parte degli asteroidi varia da 11 a 19, con una media di 16 circa.
La massa totale della fascia degli asteroidi è stimata essere da 2,8×1021a 3,2×1021 kg (il 4% della massa della Luna). I quattro oggetti più grandi, Cerere, Vesta, Pallade, e Hygiea rappresentano la metà della massa totale della fascia, mentre Cerere da solo ne rappresenta quasi un terzo.

### Composizione
L'attuale fascia è costituita principalmente da tre categorie di asteroidi: tipo C (a base di carbonio), tipo S (a base di silicati), tipo M (a base di metalli).
Gli asteroidi carbonacei, come suggerisce il loro nome, sono ricchi di carbonio e dominano le regioni esterne della fascia. Essi costituiscono oltre il 75% degli asteroidi visibili. Sono di colore più rosso rispetto agli altri e hanno una bassissima albedo. La composizione della loro superficie è simile a quella dei meteoriti di condrite carbonacea. Chimicamente, i loro spettri corrispondono alla composizione primordiale del sistema solare, con solo gli elementi più leggeri e gli elementi volatili rimossi.
Gli asteroidi ricchi di silicati sono più diffusi verso la regione interna della fascia, entro 2,5 UA dal Sole. Gli spettri delle loro superfici rivelano la presenza di silicati e di alcuni metalli, mentre la presenza di composti carboniosi è modesta. Ciò indica che i materiali sono stati significativamente modificati rispetto alla loro composizione primordiale, probabilmente attraverso la fusione. Hanno un'albedo relativamente alta, e formano circa il 17% dell'intera popolazione di asteroidi.
Gli asteroidi ricchi di metalli costituiscono circa il 10% della popolazione totale; i loro spettri assomigliano a quello del ferro-nickel. Si ritiene che alcuni si siano formati dai nuclei metallici di progenitori differenziati che sono stati frantumati in seguito a collisioni. Tuttavia ci sono anche alcuni composti a base di silicati che possono produrre un aspetto simile. Per esempio il grande asteroide di tipo M 22 Kalliope non sembra essere composto principalmente di metallo. All'interno della fascia degli asteroidi la distribuzione degli asteroidi di tipo M raggiunge il livello massimo a una distanza di 2,7 UA circa.
Un aspetto non ancora chiarito è la relativa rarità degli asteroidi basaltici (tipo V). Le teorie della formazione degli asteroidi predicono che gli oggetti delle dimensioni di Vesta o maggiori dovrebbero formare croste e mantelli, composti principalmente di roccia basaltica; più della metà degli asteroidi dovrebbe quindi essere composta di basalto o di olivina. Le osservazioni, tuttavia, indicano che nel 99 per cento dei casi il materiale basaltico non è presente. Fino al 2001, si credeva che molti corpi basaltici scoperti nella fascia degli asteroidi provenissero da Vesta (da qui il loro nome di tipo V). Tuttavia, la scoperta dell'asteroide 1459 Magnya rivelò una composizione chimica leggermente diversa dagli altri asteroidi basaltici scoperti fino ad allora, facendo pensare a una diversa origine. Questa ipotesi è stata rafforzata dall'ulteriore scoperta nel 2007 di due asteroidi nella fascia esterna, 7472 Kumakiri e (10537) 1991 RY16, con diversa composizione basaltica che non poteva aver avuto origine da Vesta. Questi ultimi due sono gli unici asteroidi di tipo V scoperti nella fascia esterna ad oggi.
La temperatura della fascia di asteroidi varia con la distanza dal Sole. Per le particelle di polvere all'interno della fascia le temperature variano da 200  K (−73 °C) a 2,2 AU giù fino a 165  K (−108 °C) a 3,2 UA. A causa della rotazione, tuttavia, la temperatura superficiale di un asteroide può variare notevolmente, in quanto i lati sono alternativamente esposti all'irraggiamento solare prima e allo sfondo stellare poi.

### Comete della fascia principale
Diversi corpi della fascia esterna mostrano un'attività di tipo cometario. Poiché le loro orbite non possono essere spiegate con la cattura di comete classiche, si pensa che molti degli asteroidi esterni possano essere ghiacciati, con il ghiaccio a volte sottoposto a sublimazione attraverso piccoli urti. Le comete della fascia principale potrebbero essere state una delle fonti principali degli oceani della Terra: le comete classiche hanno un rapporto deuterio-idrogeno troppo basso per esserne considerate la fonte principale.

### Orbite

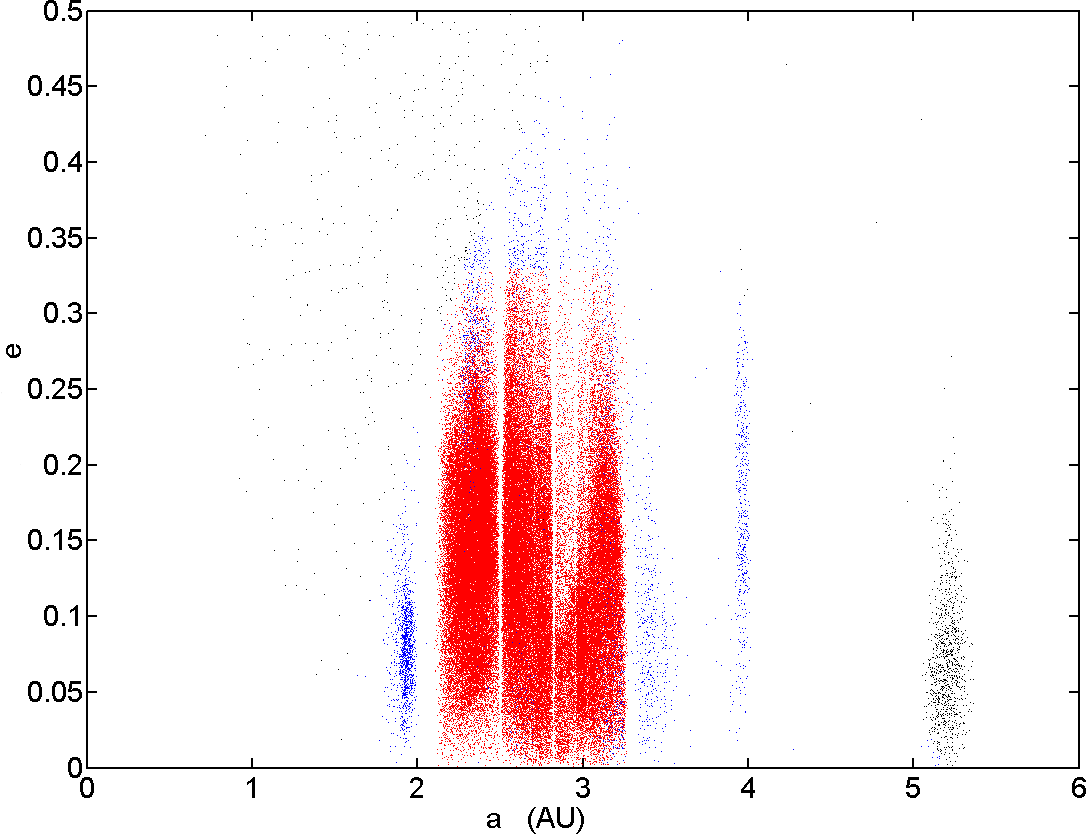
Distribuzione dell'eccentricità degli asteroidi della fascia principale

La maggior parte degli asteroidi della fascia ha un'eccentricità orbitale inferiore a 0,4 e un'inclinazione inferiore a 30°. La loro distribuzione orbitale è massima ad un'eccentricità di 0,07 circa e un'inclinazione inferiore a 4°. Così, mentre un asteroide tipico ha un'orbita quasi circolare e si trova relativamente vicino al piano dell'eclittica, alcuni possono avere orbite molto eccentriche ed estendersi ben al di fuori del piano dell'eclittica.
A volte il termine "fascia principale" è usato per indicare solo la regione centrale, dove si trova la più forte concentrazione di corpi. Questa si trova tra le lacune di Kirkwood 4:1 e 2:1 (a 2,06 e 3,27 UA rispettivamente), e ad eccentricità orbitali inferiori a 0,33 circa, con inclinazioni orbitali inferiori a 20° circa. La regione centrale contiene circa il 93,4% di tutti gli asteroidi numerati del sistema solare.

#### Lacune di Kirkwood

Questo grafico mostra la distribuzione dei semiassi maggiori degli asteroidi nel "cuore" della fascia di asteroidi. Le frecce nere indicano le lacune di Kirkwood, dove le risonanze orbitali con Giove destabilizzano le orbite.

Il semiasse maggiore di un asteroide è usato per descrivere la sua orbita attorno al Sole, e il suo valore determina il periodo orbitale del pianeta minore. Nel 1866 Daniel Kirkwood annunciò la scoperta di lacune nelle distanze delle orbite di questi corpi dal Sole. Esse erano situate in posizioni nelle quali il loro periodo di rivoluzione attorno al Sole era una frazione intera del periodo orbitale di Giove. Kirkwood propose l'ipotesi che le perturbazioni gravitazionali del pianeta causavano l'allontanamento degli asteroidi da queste orbite.
Quando il periodo orbitale medio di un asteroide è una frazione intera di quello di Giove, si genera una risonanza di moto medio con il gigante gassoso sufficiente a perturbare gli elementi orbitali dell'asteroide. Gli asteroidi che erano finiti nelle lacune (sia originariamente a causa della migrazione dell'orbita di Giove, sia a causa di precedenti perturbazioni o collisioni) vengono gradualmente spostati in altre orbite casuali, con un diverso semiasse maggiore.
Le lacune non sono visibili in una semplice istantanea delle posizioni degli asteroidi in un certo momento, poiché le orbite degli asteroidi sono ellittiche, e molti asteroidi attraversano ancora i raggi corrispondenti alle lacune. La densità degli asteroidi in queste lacune non si discosta in modo significativo da quella delle regioni vicine.
Le principali lacune corrispondono alle seguenti risonanze di moto medio con Giove: 3:1, 5:2, 7:3 e 2:1. Ad esempio, un asteroide nella lacuna di Kirkwood 3:1, per ogni orbita di Giove, orbita tre volte attorno al Sole. Risonanze più deboli si verificano con altri valori del semiasse maggiore, con un minor numero di asteroidi trovati rispetto alle vicinanze. (Ad esempio, una risonanza 8:3 per asteroidi con un semiasse maggiore di 2,71 UA).
La popolazione principale (o centrale) della fascia degli asteroidi è talvolta divisa in tre zone, in base alle lacune più importanti. La prima zona si trova tra le lacune di Kirkwood con risonanza 4:1 (2,06 UA) e 3:1 (2,5 UA). La seconda zona continua a partire dalla fine della prima fino alla lacuna con risonanza 5:2 (2,82 UA). La terza zona si estende dal bordo esterno della seconda fino alla lacuna con risonanza 2:1 (3.28 UA).
La fascia degli asteroidi può anche essere divisa in fascia interna ed esterna, dove la fascia interna è formata da asteroidi orbitanti più vicino a Marte della lacuna 3:1 (2.5 UA), e quella esterna formata da quegli asteroidi più vicini all'orbita di Giove. (Alcuni autori dividono la fascia interna da quella esterna alla lacuna con risonanza 2:1 (3,3 UA), mentre altri suddividono in fascia interna, mediana ed esterna.)

## Collisioni

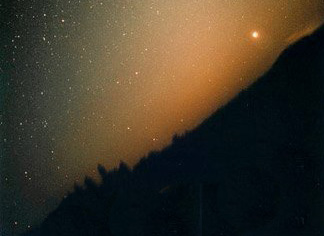
La luce zodiacale, creata in parte dalle polveri delle collisioni nella fascia degli asteroidi.

La numerosità della popolazione della fascia principale determina un ambiente molto attivo, dove si verificano spesso collisioni tra asteroidi (su scale di tempo astronomiche). Collisioni tra corpi della fascia principale con altri di raggio medio di 10 km si verificano una volta ogni 10  milioni di anni circa. Una collisione può frammentare un asteroide in numerosi pezzi più piccoli (portando alla formazione di una nuova famiglia di asteroidi). Per contro, le collisioni che si verificano a velocità relativamente basse possono anche unire due asteroidi. Dopo più di 4 miliardi di anni di tali processi, ora i membri della fascia degli asteroidi assomigliano poco alla popolazione originaria.
Oltre agli asteroidi, la fascia principale contiene anche bande di polvere composte da particelle di raggio fino a qualche centinaio di micrometri. Questo fine materiale viene prodotto, almeno in parte, da collisioni tra asteroidi e da impatti di micrometeoriti sugli asteroidi. A causa dell'effetto Poynting-Robertson, la pressione della radiazione solare fa girare lentamente a spirale questa polvere all'interno verso il Sole.
La combinazione di questa fine polvere asteroidale, così come il materiale cometario espulso, produce la luce zodiacale. Questo debole bagliore aurorale può essere visto di notte estendersi dalla direzione del Sole lungo il piano del dell'eclittica. Le particelle che producono la luce zodiacale visibile hanno un raggio medio di 40 micron circa. La vita media di tali particelle è di 700.000 anni circa; pertanto, per conservare le bande di polvere, devono essere costantemente prodotte nuove particelle all'interno della fascia degli asteroidi.

### Meteoriti
Alcuni dei detriti prodotti dalle collisioni possono formare dei meteoroidi che entrano nell'atmosfera della Terra. Dei 50.000 meteoriti trovati sulla Terra fino ad oggi, si ritiene che il 99,8 per cento abbia avuto origine nella fascia degli asteroidi. Uno studio del settembre 2007 ha ipotizzato che la collisione tra l'asteroide 298 Baptistina e un corpo di grandi dimensioni fece pervenire nel Sistema solare interno un certo numero di frammenti. Si ritiene che gli impatti di questi frammenti abbiano creato sia il cratere Tycho sulla Luna che il cratere di Chicxulub in Messico, il relitto dell'enorme impatto che ha provocato l'estinzione dei dinosauri 65 milioni di anni fa.

## Famiglie e gruppi

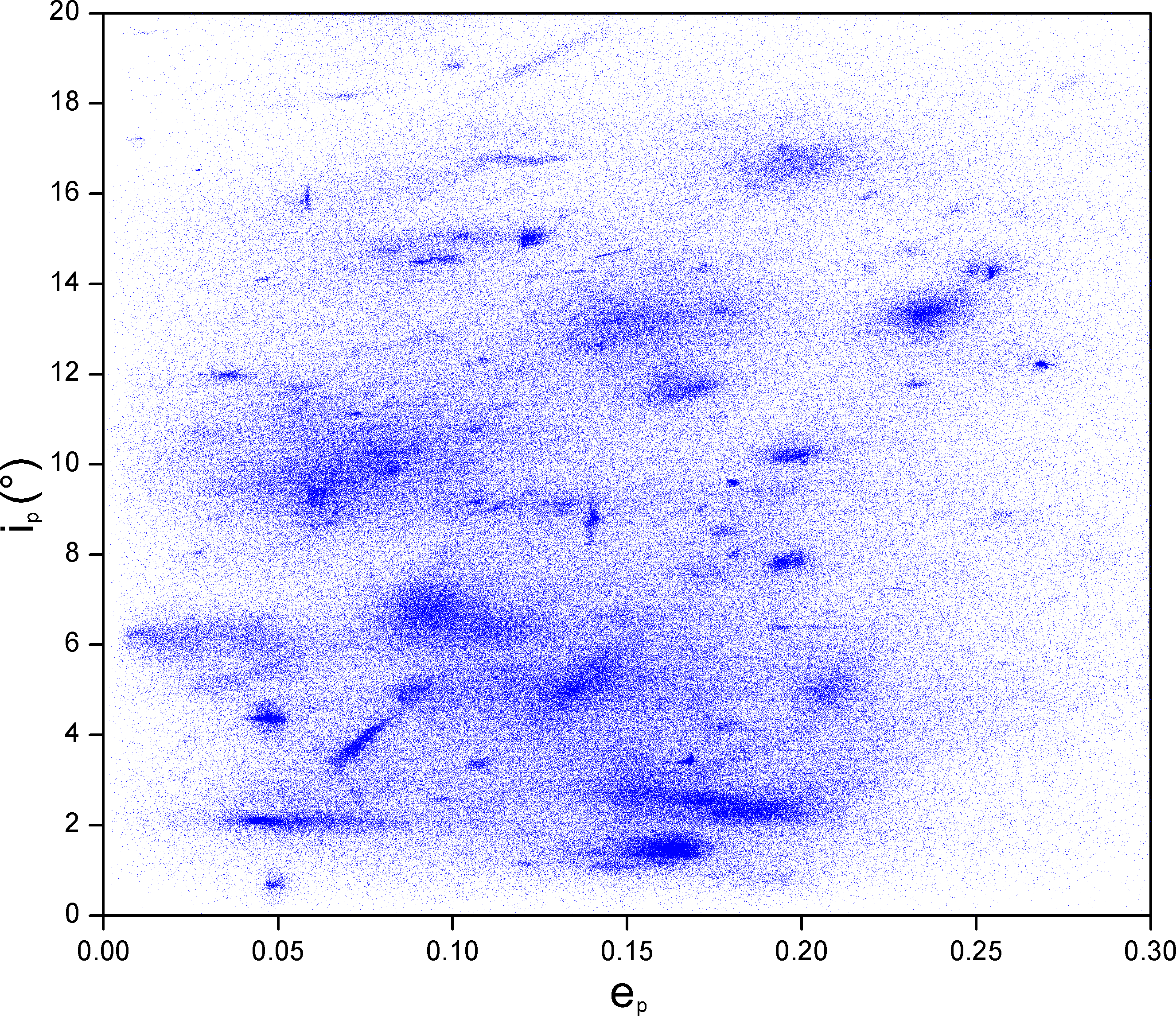
Diagramma inclinazione orbitale(i_{p}) - eccentricità(e_{p}) degli asteroidi numerati della fascia principale; mostra chiaramente dei raggruppamenti che rappresentano le famiglie di asteroidi.

Nel 1918, l'astronomo giapponese Kiyotsugu Hirayama notò che le orbite di alcuni asteroidi avevano parametri simili; si pensò così di classificarli in famiglie e gruppi.
Circa un terzo degli asteroidi della fascia principale sono membri di una famiglia di asteroidi. Questi condividono elementi orbitali simili, come il semiasse maggiore, l'eccentricità e l'inclinazione orbitale, così come simili sono le caratteristiche spettrali, ognuna delle quali indica un'origine comune nella frammentazione di un corpo più grande. Diagrammi di questi elementi mostrano concentrazioni di asteroidi che indicano la presenza di una famiglia. Ci sono circa 20-30 associazioni che sono quasi certamente famiglie di asteroidi. Queste possono essere confermate quando i loro membri mostrano caratteristiche spettrali comuni. Le più piccole associazioni di asteroidi sono chiamate gruppi o cluster.
Alcune delle famiglie più importanti della fascia degli asteroidi (in ordine crescente di semiasse maggiore) sono: Flora, Eunomia, Coronide, Eos, e Temi. La famiglia Flora, una delle più grandi con più di 800 membri, potrebbe essersi formata da una collisione meno di un miliardo di anni fa.
Il più grande asteroide ad essere un vero membro di una famiglia (al contrario dell'intruso Cerere con la Famiglia Gefion) è 4 Vesta. Si pensa che la Famiglia Vesta sia stata formata da un impatto (con relativa formazione di un cratere) su Vesta. Anche i meteoriti HED potrebbero essere il risultato di questa collisione.
All'interno della fascia degli asteroidi sono stati scoperte tre bande di polvere con inclinazioni orbitali simili a quelle delle famiglie Eos, Koronis e Themis, per cui potrebbero forse essere associate a tali gruppi.

### Periferia
Vicino al bordo interno della fascia (a una distanza da 1,78 a 2,0 UA, con un semiasse maggiore medio di 1,9 UA) vi è il gruppo di Hungaria. Prende il nome dal membro principale, 434 Hungaria, e contiene almeno 52 asteroidi con orbite fortemente inclinate. Alcuni membri appartengono alla categoria degli asteroidi che intersecano l'orbita di Marte, le cui perturbazioni gravitazionali sono probabilmente un fattore che riduce la popolazione totale di questo gruppo.
Un altro gruppo ad alta inclinazione orbitale nella parte interna della fascia degli asteroidi è la famiglia Phocaea. Questi sono composti principalmente da asteroidi di tipo S, mentre la vicina famiglia Hungaria comprende alcuni asteroidi di tipo E. La famiglia Phocaea orbita tra 2,25 e 2,5 UA dal Sole.
Vicino al bordo esterno della fascia vi è il gruppo di Cibele, in orbita tra 3,3 e 3,5 UA, e con una risonanza orbitale 7:4 con Giove. La famiglia Hilda orbita tra 3,5 e 4,2 UA, in orbite relativamente circolari e con una risonanza orbitale stabile 3:2 con Giove. Ci sono pochi asteroidi oltre 4,2 UA, fino all'orbita di Giove. Qui si trovano le due famiglie di asteroidi troiani che, almeno tra oggetti di dimensioni superiori a 1 km, sono numerosi all'incirca quanto gli asteroidi della fascia principale.

### Nuove famiglie
Alcune famiglie di asteroidi si sono formati di recente, in termini astronomici. La Famiglia Karin apparentemente formata circa 5,7 milioni di anni fa da una collisione con un asteroide progenitore di raggio di 33 km. La famiglia Veritas si formò circa 8,3 milioni di anni fa, e la prova di questa affermazione è costituita da polvere interplanetaria recuperata da sedimenti marini.
Più di recente, il gruppo Datura sembra essersi formato circa 450 000 anni fa da una collisione con un asteroide della fascia principale. La stima dell'età si basa sull'ipotesi che, a quel tempo, le orbite dei suoi membri fossero quelle attuali. Questo gruppo e altre formazioni, come ad esempio il gruppo Iannini (circa 1,5 milioni di anni fa), potrebbero essere stati una fonte di materiale per la polvere zodiacale.

## Esplorazioni

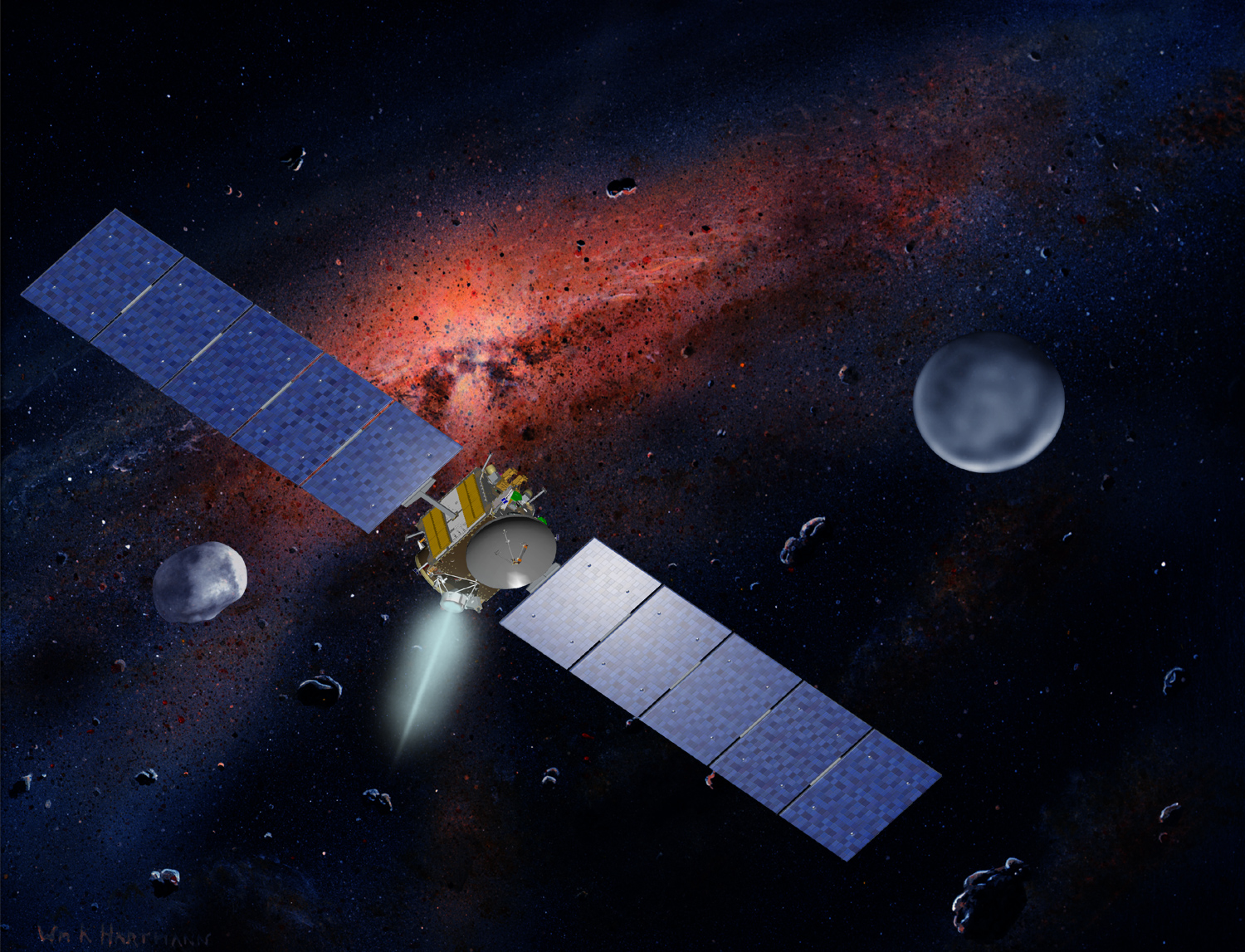
Rappresentazione artistica del veicolo spaziale Dawn con Vesta (a sinistra) e Cerere (a destra).

Il primo veicolo spaziale ad attraversare la fascia degli asteroidi fu Pioneer 10, che entrò nella regione il 16 luglio 1972. A quel tempo si temeva che i detriti della fascia potessero rappresentare un rischio per la navicella, ma da allora è stata attraversata da 11 veicoli partiti dalla Terra senza alcun incidente. Pioneer 11, Voyager 1 e 2 e Ulysses passarono attraverso la fascia senza riprendere alcuna immagine. Galileo riprese immagini dell'asteroide 951 Gaspra nel 1991 e di 243 Ida nel 1993, NEAR, di 253 Mathilde nel 1997, Cassini, di 2685 Masursky nel 2000, Stardust, di 5535 Annefrank nel 2002, New Horizons, di 132524 APL nel 2006, Rosetta, di 2867 Šteins nel 2008. A causa della bassa densità di materiale all'interno della fascia, oggi si stima che, per una sonda, le probabilità di impatto con un asteroide sono meno di una su un miliardo.
La maggior parte delle immagini degli asteroidi della fascia provengono da brevi flyby di sonde dirette verso altri obiettivi. Solo le missioni Dawn, NEAR e Hayabusa hanno studiato le orbite e le superfici degli asteroidi per un periodo prolungato. Dawn ha esplorato Vesta dal luglio 2011 al settembre 2012, per poi osservare Cerere dal 2015 fino a fine missione. Una possibile visita di Pallade della sonda, a missione conclusa, fu pensata marginalmente, ma risultò irrealizzabile per la forte differenza di orbita, mentre la proposta di visitare un altro asteroide fu rifiutata.